# Lignes d'autobus du TEC Liège-Verviers
Lignes d'autobus du TEC Liège-Verviers.

## Lignes régulières

### 1 Liège Coronmeuse - Gare des Guillemins

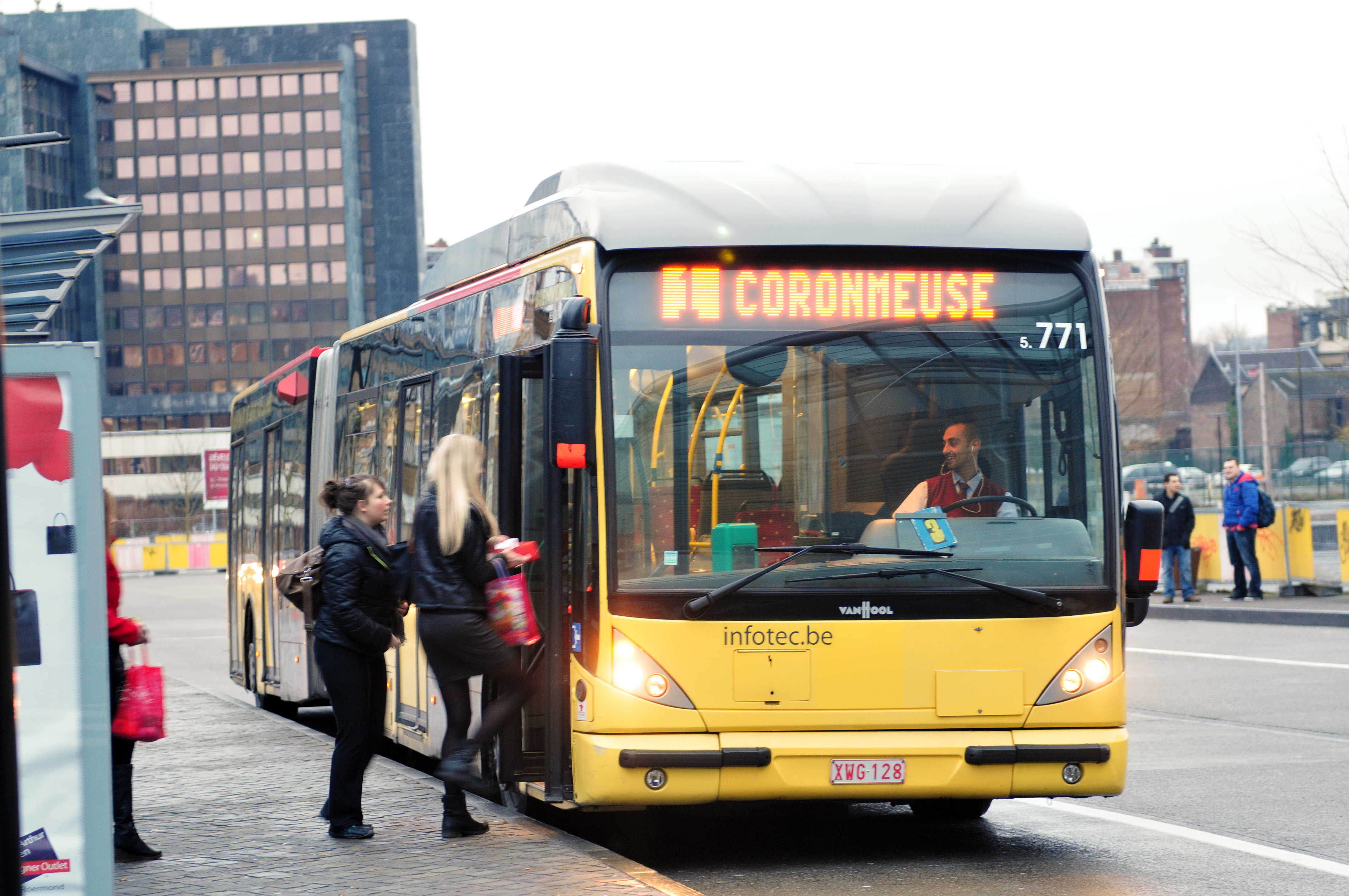
26 12 2013, autobus Van Hool NewAG300 à la gare de Liège-Guillemins.

Le 7 mars 2022, la ligne est déviée entre le boulevard de la Sauvenière et Coronmeuse par la place de la République française, la rue de l'Université (de la Régence dans l'autre sens) puis les quais jusqu'à Coronmeuse, l'ancienne desserte dans le quartier Saint-Léonard est reprise par la ligne 4.

### 4 Liège Coronmeuse - Gare des Guillemins
Le 7 mars 2022, la section entre la gare des Guillemins et la place des Déportés est supprimée, la ligne est prolongée depuis la place des Déportés vers Coronmeuse en reprenant l'itinéraire de la ligne 1 dans le quartier Saint-Léonard.

### 10 Liège - Romsée
La ligne est mise en service en 1971 en remplacement de la ligne de trolleybus 10 Liège - Fléron.

### 12 Liège - Awans
La ligne est mise en service en 1971 en remplacement de la ligne de trolleybus 12 Liège - Loncin.

### 53 Liège - Jemeppe-sur-Meuse

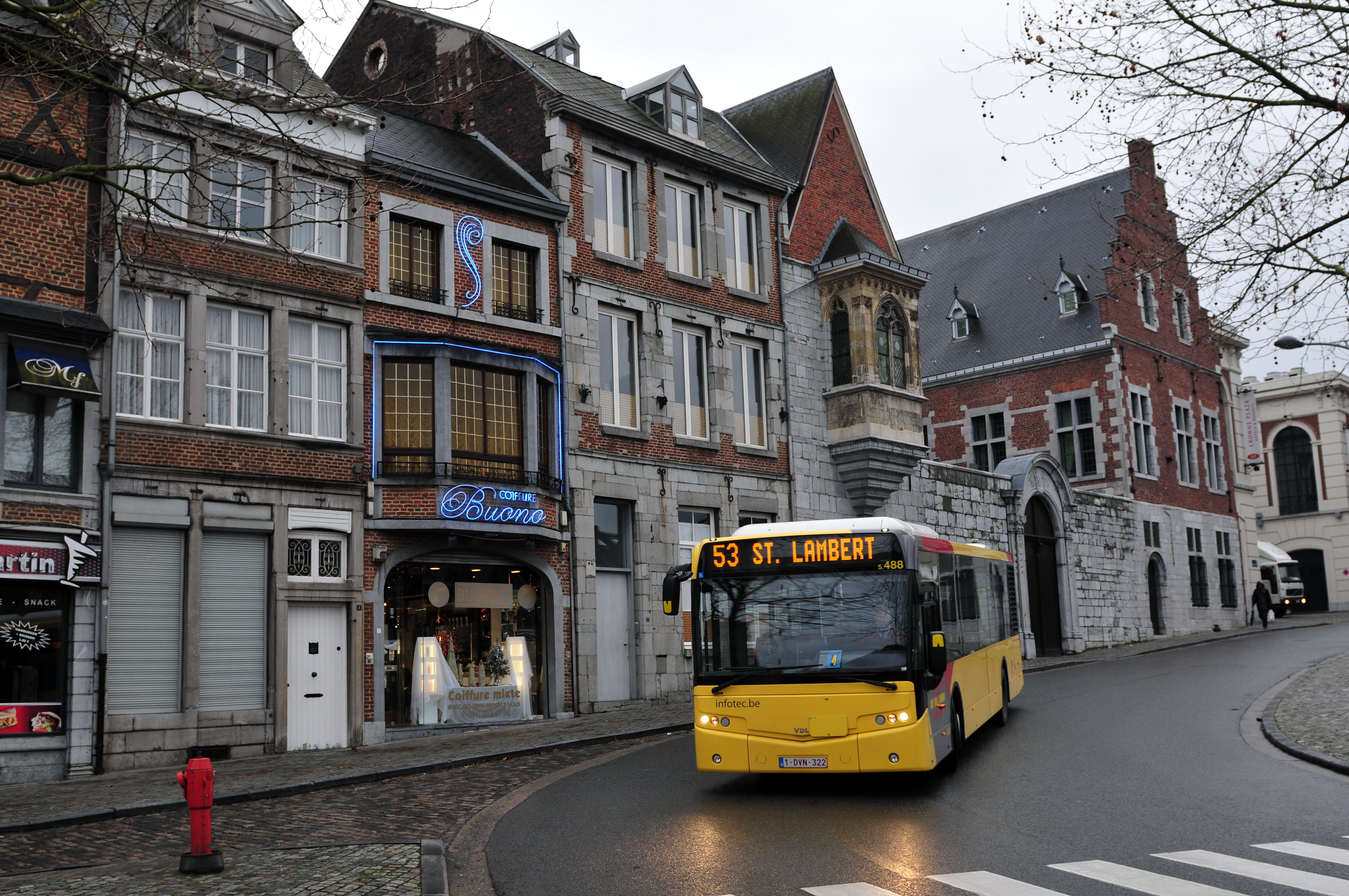
26 décembre 2013, VDL Citea CLF-120 descendant le Mont Saint-Martin et se dirigeant vers la place Saint-Lambert, Liège.

La ligne est mise en service le 1er août 1960 par la Société nationale des chemins de fer vicinaux (SNCV) en remplacement de la ligne de tramway 53 Liège - Jemeppe-sur-Meuse.

### 83 Liège - Hannut

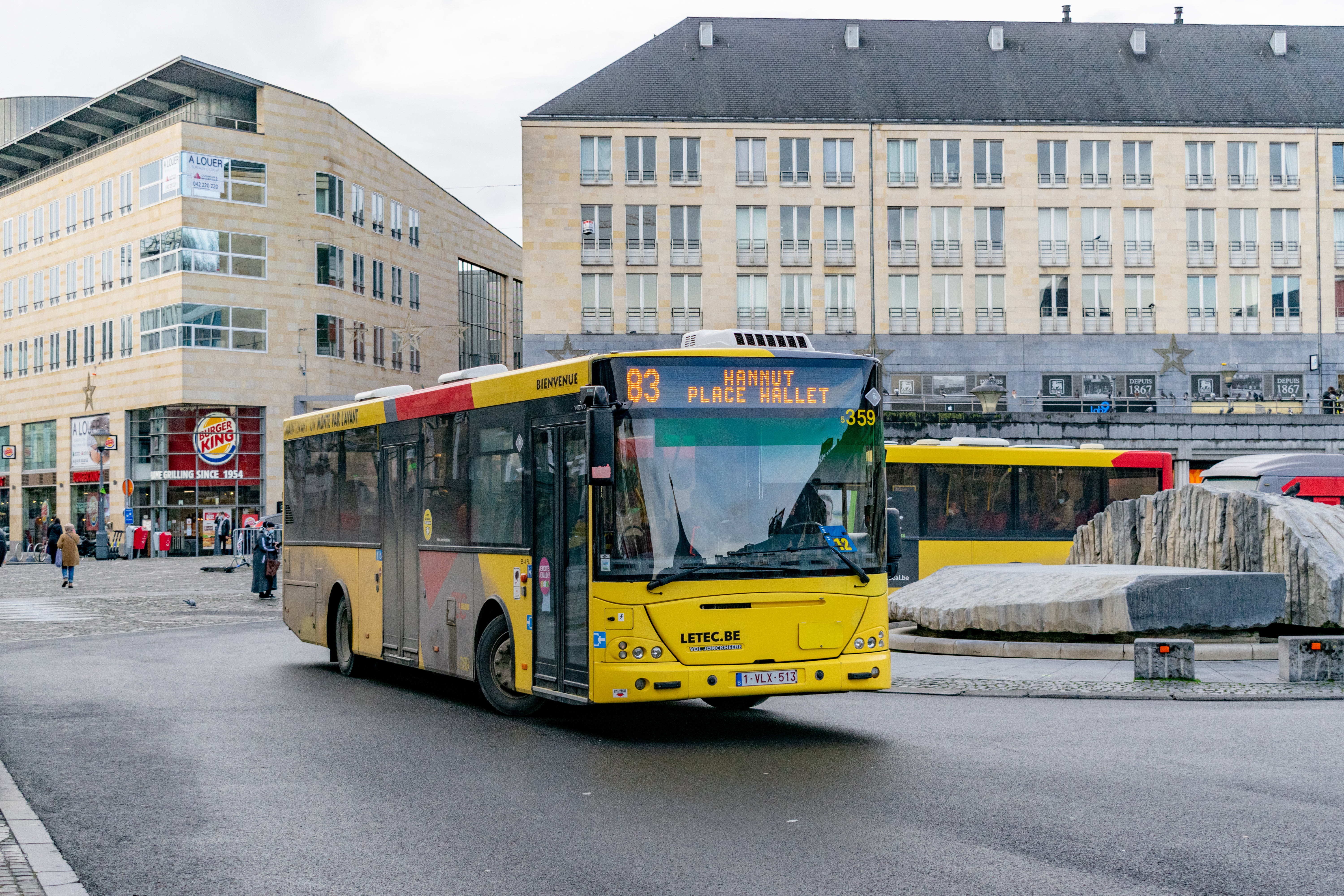
28 12 2020, autobus Jonckheere Transit 2000 circulant vers Hannut quittant la place Saint-Lambert à Liège.

La ligne est mise en service le 1er février 1948 entre Liège et Hannut en remplacement de la ligne de tramway 460A Hannut - Verlaine (tableau 845 en 1950),.
Au cours des années 1950, elle prend l'indice 83 (tableau 1074 en 1958).

### 86 Jemeppe-sur-Meuse - Verlaine
La ligne est mise en service le 1er septembre 1959 entre Jemeppe-sur-Meuse et Verlaine en remplacement de la ligne de tramway 86 Jemeppe-sur-Meuse - Verlaine dont elle conserve l'indice et le numéro de tableau horaire (1064 en 1964),.

### 143 Huy - Andenne
La ligne est mise en service à une date inconnue en remplacement de la ligne de tramway 530B Envoz - Seilles supprimée pendant la Seconde Guerre mondiale.
Au cours des années 1950, elle prend l'indice 43 (tableau 953 en 1958).
Elle a par la suite pris l'indice 143 et est toujours exploitée sous cet indice.

### 144 Hannêche - Huy
La ligne est mise en service à une date inconnue en remplacement de la ligne de tramway 572B Burdinne - Vinalmont supprimée pendant la Seconde Guerre mondiale.
Au cours des années 1950, elle prend l'indice 44 (tableau 1135 en 1958).
Elle a par la suite pris l'indice 144 et est toujours exploitée sous cet indice.

### 145 Huy - Waremme
Au cours des années 1950, elle prend l'indice 45 (tableau 1133 en 1958).
Elle a par la suite pris l'indice 145 et est toujours exploitée sous cet indice.

### 158 Chênée - Sart-Tilman
Mise en service le 1er septembre 2021.